# Италианска Ривиера Шампионат
Италианска Ривиера Шампионат (на италиански: Italian Riviera Championships) е турнир по тенис, провеждан в Санремо, Италия.

## История
Шампионата на Италианската Ривиера (Санремо) е създаден през 1903 г. Търнирът е откриващото годишно тенис събитие в началото на италианския сезон на клей. 
Търнирът е известен и като Сан Ремо Интернешънъл, и е комбиниран за мъже и жени, провежда се в Тенис Клуб Санремо (основан през 1897 г.). 
В периода от 1956 до 1962 г. се провежда само два пъти. През 1964 г. турнирът е прекратен поради проблеми с финансирането.
Турнирът е кръг от тенис турнирите на Италианската Ривиера.

## Финали
- Списъкът е непълен

| Година | Шампион                                        | Финалист                                       | Резултат                                       |
| ------ | ---------------------------------------------- | ---------------------------------------------- | ---------------------------------------------- |
| 1964   | Ян-Ерик Лундквист                              | Никола Пиетранджели                            | 11 – 9, 6 – 2, 6 – 4                           |
| 1963   | Никола Пиетранджели                            | Жак Бричан                                     | 6 – 2, 7 – 5, 7 – 5                            |
| 1962   | Турнирът на се провежда                        | Турнирът на се провежда                        | Турнирът на се провежда                        |
| 1961   | Турнирът на се провежда                        | Турнирът на се провежда                        | Турнирът на се провежда                        |
| 1960   | Никола Пиетранджели                            | Джузепе Мерло                                  | 3 – 6, 6 – 2, 6 – 3, 6 – 4                     |
| 1959   | Турнирът на се провежда                        | Турнирът на се провежда                        | Турнирът на се провежда                        |
| 1958   | Марио Ламас                                    | Владислав Сконецки                             | 6 – 4, 6 – 1, 1 – 6, 6 – 4                     |
| 1957   | Турнирът на се провежда                        | Турнирът на се провежда                        | Турнирът на се провежда                        |
| 1956   | Турнирът на се провежда                        | Турнирът на се провежда                        | Турнирът на се провежда                        |
| 1955   | Ярослав Дробни                                 | Бъдж Пати                                      | 5 – 7, 6 – 2, 13 – 11, 6 - 2                   |
| 1954   | Фаусто Гардини                                 | Енрике Мореа                                   | 6 – 1, 2 – 6, 6 – 3, 6 – 2                     |
| 1953   | Владислав Сконецки                             | Джовани Кучели                                 | 6 – 3, 6 – 1, 6 – 3                            |
| 1952   | Ярослав Дробни                                 | Милан Бранович                                 | 6 – 3, 6 – 3, 6 – 2                            |
| 1951   | Дик Савит                                      | Бъдж Пати                                      | 6 – 4, 9 – 7, 4 – 6, 6 – 3                     |
| 1950   | Роландо дел Бело                               | Торстен Йохансон                               | 8 – 6, 6 – 2, 1 – 6, 7 – 5                     |
| 1949   | Джовани Кучели                                 | Франк Паркър                                   | 6 – 4, 3 – 6, 7 – 5, 7 – 5                     |
| 1948   | Педро Масип                                    | Анри Коше                                      | 6 – 1, 6 – 4, 9 – 7                            |
| 1947   | Йожеф Асбот                                    | Роландо дел Бело                               | 6 – 2, 6 – 4, 6 – 3                            |
| 1946   | Турнирът на се провежда (Втора световна война) | Турнирът на се провежда (Втора световна война) | Турнирът на се провежда (Втора световна война) |
| 1945   | Турнирът на се провежда (Втора световна война) | Турнирът на се провежда (Втора световна война) | Турнирът на се провежда (Втора световна война) |
| 1944   | Турнирът на се провежда (Втора световна война) | Турнирът на се провежда (Втора световна война) | Турнирът на се провежда (Втора световна война) |
| 1943   | Турнирът на се провежда (Втора световна война) | Турнирът на се провежда (Втора световна война) | Турнирът на се провежда (Втора световна война) |
| 1942   | Турнирът на се провежда (Втора световна война) | Турнирът на се провежда (Втора световна война) | Турнирът на се провежда (Втора световна война) |
| 1941   | Турнирът на се провежда (Втора световна война) | Турнирът на се провежда (Втора световна война) | Турнирът на се провежда (Втора световна война) |
| 1940   | Готфрид фон Крам                               | Франческо Романони                             | 3 – 6, 3 – 6, 6 – 3, 7 – 5, 6 – 2              |
| 1939   | Франьо Пунчец                                  | Джорджо де Стефани                             | 6 – 3, 6 – 3, 6 – 2                            |
| 1937   | Войтех Водичка                                 | Йозеф Хебда                                    | 6 – 2, 2 – 6, 6 – 3, 6 – 1                     |
| 1936   | Джовани Палмиери                               | Аугусто Радо                                   | 6 – 2, 6 – 3, 8 – 6                            |
| 1935   | Аугусто Радо                                   | Йозеф Каска                                    | 6 – 4, 4 – 6, 6 – 1, отказва се                |
| 1934   | Жан Лесюер                                     | Уилмър Хайнс                                   | 6 – 8, 6 – 3, 6 – 2, 6 – 3                     |
| 1933   | Жан Лесюер                                     | Джовани Палмиери                               | 6 – 3, 6 – 4, 2 – 6, 6 – 1                     |
| 1932   | Бела фон Керлинг                               | Джордж Литълтън Роджърс                        | 6 – 3, 6 – 3, 6 – 3                            |
| 1931   | Жан Лесюер                                     | Бени Берт                                      | 8 – 6, 7 – 5, 1 – 6, 3 – 6, 6 – 2              |
| 1930   | Ерик Уорм                                      | Пат Хюз                                        | 3 – 6, 6 – 2, 6 – 4, 3 – 6, 6 – 3              |
| 1929   | Пат Хюз                                        | Ерик Питърс                                    | 6 – 2, 7 – 5, 3 – 6, 6 – 2                     |
| 1928   | Плачидо Гаслини                                | Ерик Уорм                                      | 6 – 2, 7 – 5, 2 – 6, 4 – 6, 7 – 5              |
| 1927   | Ерик Уорм                                      | Шри-Кришна Прасада                             | 7 – 5, 6 – 3, 0 – 6, 7 – 5                     |
| 1924   | Джордж Уилям Гроунсел                          | Пиетро Малоун                                  | 6 – 1, 6 – 2, 6 – 2                            |
| 1918   | Турнирът на се провежда (Първа световна война) | Турнирът на се провежда (Първа световна война) | Турнирът на се провежда (Първа световна война) |
| 1917   | Турнирът на се провежда (Първа световна война) | Турнирът на се провежда (Първа световна война) | Турнирът на се провежда (Първа световна война) |
| 1916   | Турнирът на се провежда (Първа световна война) | Турнирът на се провежда (Първа световна война) | Турнирът на се провежда (Първа световна война) |
| 1915   | Турнирът на се провежда (Първа световна война) | Турнирът на се провежда (Първа световна война) | Турнирът на се провежда (Първа световна война) |
| 1914   | Гордън Лоу                                     | Крейг Бидъл                                    | 6 – 4, 6 – 3                                   |
| 1913   | Рой Алън                                       | Артър Уолис Майерс                             | 6 – 1, 6 – 2, 4 – 6, 6 – 4                     |
| 1912   | Рой Алън                                       | Марк Хик                                       | 6 – 2, 6 – 3, 6 – 2                            |
| 1911   | Антъни Уайлдинг                                | Фридрих Вилхелм Рае                            | 6 – 4, 2 – 6, 3 – 6, 6 – 4, 6 – 2              |
| 1910   | Артемас Холмс                                  | Хърбърт Бърд Рутлидж                           | 6 – 0, 6 – 1, 6 – 0                            |
| 1909   | Артемас Холмс                                  | Джордж С. Смайт                                | 6 – 3, 6 – 3, 6 – 1                            |
| 1908   | Антъни Уайлдинг                                | М. Туртън                                      | 6 – 0, 6 – 0, 6 – 1                            |
| 1903   | Майор Ричи                                     | Рой Алън                                       | 6 – 3, 6 – 1, 6 – 3                            |